# Sibur Bur
Sibur Bur is een bestuurslaag in het regentschap Padang Lawas Utara van de provincie Noord-Sumatra, Indonesië. Sibur Bur telt 507 inwoners (volkstelling 2010).